# Mimacs
Els mimacs (llatí: Mimaces, grec antic: Μίμακες) van ser un poble de la Bizacena i de l'interior de Líbia esmentat per Claudi Ptolemeu.